# The X-Ecutioners
The X-Ecutioners são um grupo de DJs/turntablists de hip hop dos Estados Unidos formado em 1989 na cidade de Nova Iorque. Atualmente é formado por três DJs, incluindo o Total Eclipse, DJ Boogie Blind e DJ Precision. Os membros originais do grupo incluíram Mista Sinista, Rob Swift e Roc Raida (que morreu em setembro de 2009).
Eles são considerados entre os melhores DJs nas técnicas de scratch e de beat juggling e também foram um dos primeiros grupos inteiramente compostos de DJs à ter assinado com uma gravadora e ter lançado um álbum.

## História
The X-Ecutioners formaram-se como um grupo de DJs em 1989 que originalmente incluía 11 membros. O nome original do grupo era X-Men, que foi escolhido em parte por causa de sua rivalidade entre o grupo de DJs do Clark Kent, conhecida como Supermen, e depois da equipe de super-heróis da Marvel Comics. Mais tarde eles mudaram seu nome por motivos de marca registrada e direitos autorais.
Depois que o nome do grupo mudou, o grupo foi posteriormente reduzido em relação aos seus membros: Rob Swift, Roc Raida, Total Eclipse e Mista Sinista, antes de lançarem seu álbum de estúdio de estreia, X-Pressions em 1997. Sinista mais tarde deixou o grupo logo após o lançamento de seu segundo álbum de estúdio, Built from Scratch, em 2001.
O grupo trabalhou com muitos artistas famosos em seus álbuns Built from Scratch e Revolutions, assim sendo altamente respeitados no cenário do hip hop, por suas habilidades nos turntables, sendo infames para a técnica conhecida como beat juggling. Eles foram conhecidos por fazer numerosas colaborações, desde Kool G Rap até Cypress Hill, Mike Shinoda da banda de rap metal Linkin Park e co-lançou um álbum de colaboração com Mike Patton chamado General Patton vs. The X-Ecutioners. Eles contribuíram com um remix de King of Rock do Run-D.M.C. na música "Like This" que foram apresentadas no jogo eletrônico SSX 3. A sua música e eles também foram apresentados no jogo NFL Street.
A partir de 2007, Rob Swift, Total Eclipse e Precision formaram um novo grupo chamado Ill Insanity. O lançamento mais recente do álbum de estúdio, Ground Xero, contém 14 faixas com participações de DJ QBert, DJ Excess e Grand Master Roc Raida.
O grupo anunciou, em 2008, as datas da turnê no blog da excursão do Myspace de X-Ecutioners e Ill Insanity. Em uma entrevista com a E.Zee Radio, Mista Sinista diz que os "X-Men atuais são Mista Sinista, Total Eclipse, Boogie Blind, Steve D, Sean C, Johnny Cash, Diamond J, Exotic E e Roc Raida, que sempre estarão lá".
Roc Raida morreu em 19 de setembro de 2009 devido a complicações de acidentes vasculares cerebrais durante treinamento em Krav Maga.
O Total Eclipse é o último membro do original X-men/X-Ecutioners que ainda toca para os X-Ecutioners.

## Integrantes

### Atuais
- Total Eclipse - turntables (1996–presente)
- DJ Boogie Blind - turntables (2004–presente)
- DJ Precision - turntables (2004–presente)

### Ex-membros
- Mista Sinista - turntables (1989–2001)
- Rob Swift - turntables (1989–2004)
- Roc Raida - turntables (1989–2009) (falecido)

## Discografia

### Álbuns de estúdio
| Ano  | Título                                                                                               | Posições nas paradas | Posições nas paradas |
| Ano  | Título                                                                                               | EUA                  | EUA R&B              |
| ---- | --- | -------------------- | -------------------- |
| 1997 | X-Pressions - Lançado: 23 de setembro de 1997 - Gravadora: Asphodel Records                          | –                    | –                    |
| 2002 | Built from Scratch - Lançado: 29 de janeiro de 2002 - Gravadora: Loud Records                        | 15                   | 13                   |
| 2004 | Revolutions - Lançado: 8 de junho de 2004 - Gravadora: Loud Records                                  | 118                  | 50                   |
| 2005 | General Patton vs. The X-Ecutioners - Lançado: 5 de fevereiro de 2005 - Gravadora: Ipecac Recordings | –                    | –                    |
| 2008 | Ground Xero - Lançado: 11 de março de 2008 - Gravadora: Ablist                                       | –                    | –                    |

### Extended plays
- Música Negra (Black Music)/Wordplay (1997)

### Álbuns de compilação
- Japan X-Clusive (1997)
- Scratchology (2003)

### Singles
- "Música Negra (Black Music)/Wordplay" (1997)
- "It's Goin' Down" (2002)